# Vogar
Vogar (is. Sveitarfélagið Vogar) è un comune islandese di 1 102 abitanti della regione di Suðurnes.

## Società

### Evoluzione demografica
Abitanti censiti